# Margaret Thatcher
Margaret Hilda Thatcher, baroness Thatcher, (født Roberts 13. oktober 1925 - 8. april 2013) var en engelsk politiker og regeringsleder, medlem af Storbritanniens parlament (Underhuset) fra 1959, undervisningsminister 1970-74, premierminister 1979-1990. Thatcher afløste Edward Heath som leder af Det Konservative Parti i 1975. Hun studerede kemi ved Somerville College (Oxford).
Thatcher blev valgt til premierminister i 1979 under sloganet "Labour isn't working" – et ordspil rettet mod hendes politiske modstandere (partiet Labour) og mod arbejdsløshed og de omfattende strejker (arbejdskraften, 'labour', arbejder ikke) i vinteren 1978-79, kendt som utilfredshedens vinter, "the winter of discontent".
Thatcher var kendt for sin ubøjelige vilje, "The Lady's not for turning!" talen til det konservative partis konference oktober 1980, og i tilnavnet "Jernladyen", som den sovjetiske avis "Røde Stjerne" gav hende i 1976. Hun sejrede i krigen om Falklandsøerne i 1982 mellem Argentina og Storbritannien. De færreste havde troet, at Thatcher ville udkæmpe en krig på den anden side af kloden. 
Storbritannien var plaget af svære økonomiske problemer, inflation og stagnation i 1970'erne. Krisen var akut; Thatchers forgænger James Callaghan søgte i 1976 hjælp hos Den Internationale Valutafond, som krævede ændringer i den økonomiske politik. Det var usædvanligt og ydmygende for et vesteuropæisk land. 
Mens en række europæiske lande som Tyskland havde formået at overvinde fattigdommen fra den første efterkrigstid, sakkede Storbritannien bagud. Thatchers kur var radikal og kontroversiel. Inflationen skulle bekæmpes, statsejede selskaber skulle privatiseres, der skulle ryddes op i de offentlige finanser, og de meget høje skatter skulle ned. Inflationsbekæmpelsen betød, at ledigheden forblev høj de første mange år, men politikken virkede efterhånden. Efterfølgerne John Major og Tony Blair har i store træk fortsat hendes politik, og Storbritannien har for længst genvundet sin position blandt Europas og verdens førende økonomier. 
Trods den upopulære økonomiske politik vandt Thatcher en jordskredssejr ved valget i 1983. Det tilskrives hendes store popularitet efter Falklandskrigen og hendes Right to Buy politik, der gav beboere i sociale boligbyggerier (Council Housing) ret til at købe deres lejligheder relativt billigt.
En af hendes største udfordringer var minearbejderstrejken i 1984-85. Minearbejdernes fagforbund har traditionelt været en magtfaktor i engelsk politik, men Thatcher fik folkestemningen på sin side og undgik pga. store kullagre, at befolkningen blev ramt af strømafbrydelser og andre forsyningsproblemer. Strejken endte 3. marts 1985, uden at minearbejderne havde opnået noget som helst. Nogle kommentatorer, også politiske modstandere, ser livtaget med fagforeningerne som hendes største sejr, og ingen engelsk fagforening har haft en indflydelse efter 1985, der kunne måle sig med den før minearbejderstrejken. 
I de senere år er det kommet frem, at Thatchers regering i 1984-85 godkendte salget og bygningen af en kemisk fabrik i Fallujah i Irak. Den skulle være benyttet til produktion af kemiske våben, som bl.a. har været anvendt mod den kurdiske befolkning i det nordlige Irak. Der er dog ingen beviser for, at den britiske regering var klar over irakernes motiver. Fabrikken blev officielt kontrolleret af Saddam Husseins statslige virksomhed for produktion af pesticider.
I 1987 vandt Thatcher sin tredje valgsejr i træk, men begyndte snart at miste en stor del af sin popularitet på grund af økonomisk tilbagegang og høje renter samt indførelsen af den såkaldte poll tax, en kopskat på kommunalt plan til delvis erstatning for den proportionale eller progressive beskatning. I de sidste år blev hendes markante skepsis over for EF/EU også problematiseret inden for Det Konservative Parti, og i november 1990 opstod der kampvalg om formandsposten i partiet. Thatcher fik flest stemmer i første valgrunde uden dog at få flertal. Thatcher valgte at trække sig fra anden valgrunde og støttede i stedet John Major, som valgtes til ny formand og premierminister.
Begrebet thatcherisme kom til at henvise til hendes politik, etiske perspektiver og personlige stil, herunder moralsk absolutisme, nationalisme, interesse i den enkelte og en kompromisløs tilgang til at nå politiske mål.
Thatcher udtrådte i 1992 af parlamentet og udnævntes til baronesse Thatcher af Kesteven, medlem af det engelske overhus og i 1995 ridder (eng. Lady) af Hosebåndsordenen.
Margaret Thatcher blev i sine sidste år ramt af flere hjerneblødninger og led af senildemens, hvorfor hun sjældent viste sig offentligt. Hendes mand, Denis, døde 26. juni 2003. Margaret Thatcher døde af et slagtilfælde den 8. april 2013 i en alder af 87 år.

## Billedgalleri
- Thatcher med den nære allierede og ven, præsidenten for Amerikas Forenede Stater, Ronald Reagan, 1981
- Thatchers Kabinet mødes med Reagans Kabinet i Det Hvide Hus, 1981
- Margaret Thatcher deltager i mindehøjtidelighederne i Washington i forbindelse med 5-årsdagen for 11.september angrebene.Hun ses sammen med vicepræsident Dick Cheney og hans kone Lynne Cheney.
- Margaret Thatcher taler med den tidligere amerikanske forsvarsminister Donald Rumsfeld og formand for de samlede værnschefer (Joint Chiefs of Staff), General Peter Pace, den 12. September 2006